# Камнєв Костянтин Миколайович
Костянтин Камнєв (рос. Константи́н Никола́евич Ка́мнев; нар. 20 червня 1972, Одеса, УРСР) — російський футболіст, нападник; тренер.

## Життєпис
Вихованець СДЮСШОР «Чорноморець» (Одеса). У 1989 році провів за головну команду один матч у Кубку СРСР, у 1990 році грав у дублі «Чорноморця», а в 1991 році — в одеському СКА.
З 1992 року грав у російських клубах «Терек» (1992), «Асмарал» (Москва) (1993—1995), «Торпедо-Лужники» (1996).
У першій половині 1997 року грав у складі «Локомотива» (Москва), але за основну команду провів лише по одному матчу в чемпіонаті і Кубку Росії. У другій половині сезону повернувся в «Чорноморець», наступні два роки відіграв за новоросійських одноклубників.
Потім грав за «Торпедо-ЗІЛ» (2000—2001, 2002), «Металург» (Красноярськ) (2001), «Терек» (2002—2003), «Уралан» (2004), «Локомотив» (Калуга) (2005).
Після завершення футбольної кар'єри працює тренером: 2006—2008 роки — тренер-викладач СДЮШОР «Москва» імені Валерія Вороніна, з березня 2008 року — тренер ЦСО «Локомотив».